# Maravatío
Maravatío de Ocampo oder nur Maravatío ist eine Stadt mit ca. 40.000 Einwohnern und der Hauptort einer Gemeinde (municipio) mit ca. 90.000 Einwohnern im mexikanischen Bundesstaat Michoacán.

## Lage und Klima
Maravatío liegt gut 90 km (Fahrtstrecke) nordöstlich von Morelia, der Hauptstadt des Bundesstaats, in einer Höhe von ca. 2020 m; bis nach Mexiko-Stadt sind es ca. 200 km in südöstlicher Richtung. Das Klima ist gemäßigt bis warm; Regen (ca. 845 mm/Jahr) fällt ganz überwiegend im Sommerhalbjahr.

## Bevölkerung
| Jahr      | 2000   | 2005   | 2010   |
| Einwohner | 28.218 | 32.146 | 34.381 |

Der überwiegende Teil der Bevölkerung ist indianischer Abstammung; zahlreich sind auch Mestizen.

## Wirtschaft
In früheren Zeiten lebten die Bewohner von Maravatío als Selbstversorger von den Erträgen ihrer Felder und Gärten. Allmählich siedelten sich auch Kleinhändler, Handwerker und Dienstleister aller Art in der Stadt an. Die Landwirtschaft bildet noch immer die Grundlage im wirtschaftlichen Leben der Gemeinde; heute existieren hier jedoch auch mehrere kleinere Industriebetriebe (meist Zulieferer).

## Geschichte
Gemäß der Überlieferung siedelten hier in vorspanischer Zeit Angehörige des Otomí-Stammes; später kamen Tarasken hinzu. Im Jahr 1540 ließ der spanische Vizekönig Antonio de Mendoza angeblich die Stadt zum Schutz Zentralmexikos vor den Chichimeken gründen.

## Sehenswürdigkeiten
- Hauptattraktion im Zentrum der Stadt ist der Jardín, eine von Arkaden umgebene Grünanlage mit Sitzbänken, Straßenhändlern etc.
- Eine erste Pfarrkirche gab es schon im 16. Jahrhundert; die heutige Kirche San Juan Bautista entstammt jedoch weitestgehend einer Umbaumaßnahme des 18. Jahrhunderts. Bemerkenswert sind die aus leicht rötlichen Hausteinen gefertigten oberen Turmgeschosse und die Portalzone. Der einschiffige Bau verfügt über ein Querhaus und eine Vierungskuppel.

## Persönlichkeiten
- Antonio María Uraga (1776–?), im Jahr 1809 beteiligt an der Verschwörung von Valladolid (heute Morelia)
- Melchor Ocampo (1814–1861), Politiker